# Sisu: Road to Revenge
Sisu: Road to Revenge ist ein angekündigter finnischer Actionfilm von Regisseur Jalmari Helander, der im Oktober 2025 in die finnischen und am 20. November 2025 in die deutschen Kinos kommen soll. Es handelt sich um eine Fortsetzung zu Sisu (2022), in der Jorma Tommila erneut den ehemaligen Soldaten Aatami Korpi verkörpert. Weitere Hauptrollen übernahmen Stephen Lang und Richard Brake.

## Handlung
Der legendäre finnische Soldat Aatami Korpi kehrt in das Haus zurück, in dem seine Familie während des Zweiten Weltkriegs von der Roten Armee ermordet wurde. Er zerlegt es in seine Einzelteile, lädt es auf einen Lastwagen und möchte es seiner Familie zu Ehren an einem sicheren Ort wieder aufbauen. Unterwegs trifft er jedoch auf den verantwortlichen Kommandanten der Roten Armee, der fest entschlossen ist, auch Aatami umzubringen, woraufhin eine Verfolgungsjagd quer durchs Land beginnt.

## Produktion

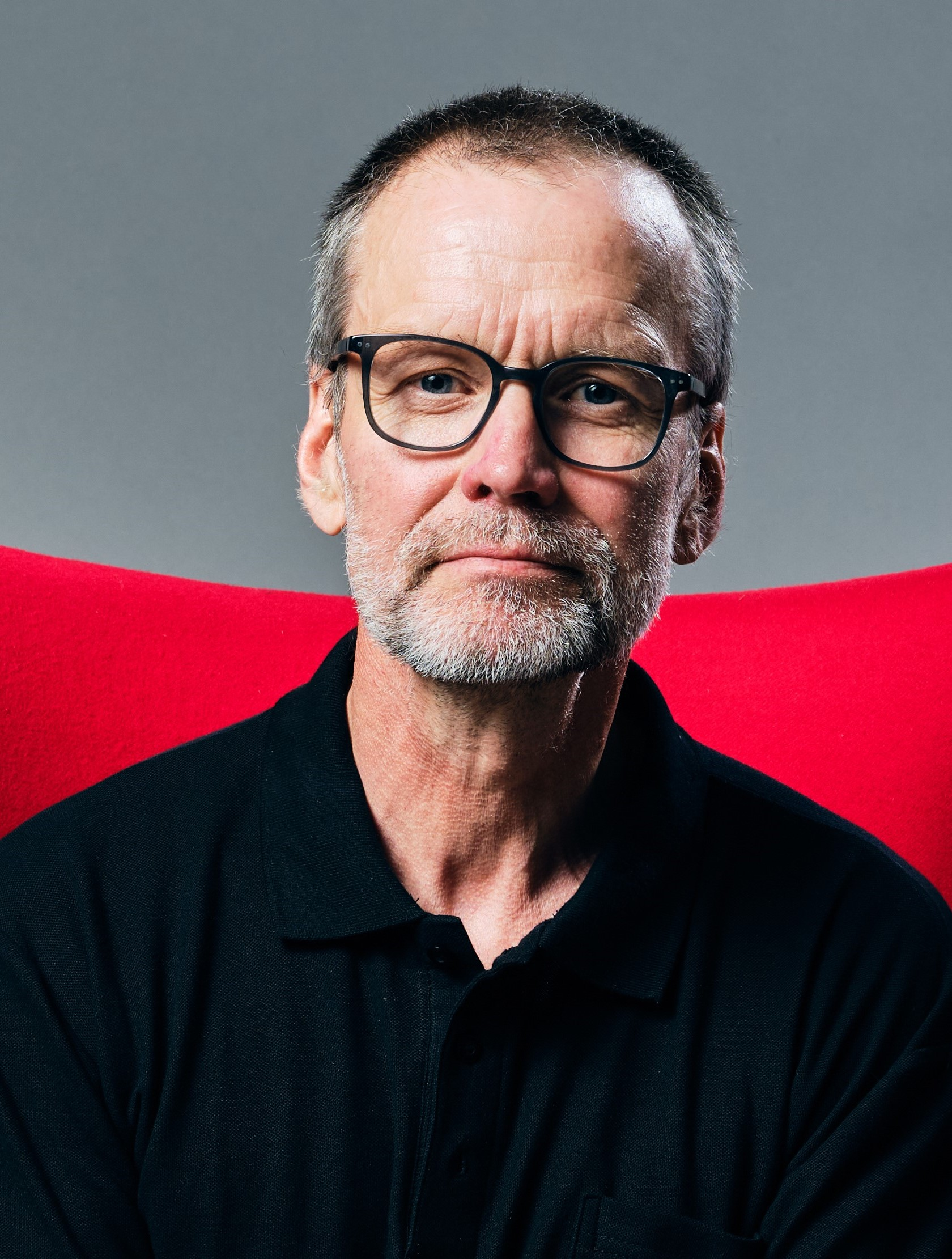
Hauptdarsteller Jorma Tommila

Bei Sisu: Road to Revenge handelt es sich um eine Fortsetzung zum finnischen Kriegsfilm Sisu, der in Lappland zu Zeiten des Zweiten Weltkriegs spielt und von einem ehemaligen Soldaten handelt, der sich gewaltsam gegen deutsche Nazis zur Wehr setzt. Nachdem Sisu mit über 180.000 verkauften Kinotickets zu einem der besucherstärksten Filme des Jahres 2023 in Finnland geworden war und neun Jussi-Nominierungen erhalten hatte, stellte Regisseur Jalmari Helander eine Fortsetzung in Aussicht, sofern der Film auch in den Vereinigten Staaten zu einem finanziellen Erfolg werden sollte. Dort erhielt Sisu für einen europäischen Film einen vergleichsweise großen Kinostart und spielte fast die Hälfte seiner weltweiten Einnahmen in Höhe von rund 13 Millionen Euro ein, sodass Ende 2023 die Arbeiten an einer Fortsetzung offiziell begonnen wurden.
Für Sisu: Road to Revenge kehrte Jalmari Helander als Regisseur und Drehbuchautor zurück, während Petri Jokiranta erneut als Produzent fungierte. Jorma Tommila übernahm abermals die Rolle des ehemaligen Soldaten Aatami Korpi, der zum Teil vom finnischen Scharfschützen Simo Häyhä inspiriert wurde. Weitere Hauptrollen übernahmen die englischsprachigen Darsteller Stephen Lang als Kommandant innerhalb der Roten Armee und Richard Brake.
Die Dreharbeiten mit Kameramann Mika Orasmaa erfolgten im Spätsommer und Herbst 2024 in Estland. Von der finnischen Filmstiftung erhielt die Produktion dabei Zuschüsse in Höhe von einer Million Euro, sodass sich das Budget mit rund elf Millionen Euro im Vergleich zum Vorgängerfilm verdoppelte.
Die Weltpremiere soll Ende September 2025 auf dem Fantastic Fest in Austin, Texas erfolgen, ehe Sisu: Road to Revenge im Oktober 2025 in die finnischen Kinos kommt. Ein Kinostart in Deutschland soll am 20. November 2025 durch Columbia und eine Veröffentlichung in den Vereinigten Staaten am darauffolgenden Tag durch Screen Gems erfolgen.